# Mario Pašalić
Mario Pašalić (Mainz, 9 februari 1995) is een Kroatisch voetballer die doorgaans als offensieve middenvelder speelt. Hij verruilde Chelsea in de zomer van 2020 voor Atalanta Bergamo. Pašalić debuteerde in 2014 in het Kroatisch voetbalelftal.

## Clubcarrière

### Hajduk Split
Pašalić werd op zijn elfde opgenomen in de jeugd van HNK Hajduk Split. Hiervoor debuteerde hij op 14 april 2013 in het eerste elftal, tegen HNK Cibalia Vinkovci. Hij maakte op 13 juli 2013 zijn eerste doelpunt in de 1. Hrvatska Nogometna Liga, op de openingsspeeldag van het seizoen 2013/14 tegen NK Zadar. Pašalić maakte op 8 februari 2014 de gelijkmaker en de winnende goal in een stadsderby tegen RNK Split, waarmee de wedstrijd eindigde in 1-2 winst voor HNK Hajduk Split. Hij speelde 36 wedstrijden voor Dinamo Zagreb dat seizoen en kwam daarin tot elf goals en vijf assists. 

### Chelsea
Pašalić verruilde Hajduk Split in juli 2014 voor Chelsea. Hajduk Split zou ongeveer twee miljoen euro krijgen voor Pašalić, die een contract voor vier jaar ondertekende op Stamford Bridge met een optie voor nog één jaar. Na Matej Delač en Stipe Perica werd Pašalić de derde Kroaat die gelijktijdig onder contract kwam te staan bij The Blues. 

### Elche CF
Pasalic werd voor het seizoen 2014/15 meteen verhuurd aan Elche CF.  Pašalić maakte zijn eerste goal voor Elche CF in een vriendschappelijke wedstrijd tegen CD Alcoyano. Hij maakte de eerste goal van de wedstrijd een half uur voor het eindsignaal, waarna de gelijkmaker volgde van Allan. Op 4 augustus maakte hij tegen FC Barcelona zijn debuut voor Elche. Op 12 april 2015 scoorde hij tegen Córdoba CF zijn eerste doelpunt voor Elche. Hij speelde 35 wedstrijden voor Elche en kwam daarin tot drie goals.

### AS Monaco
Na zijn terugkeer uit Spanje verhuurde Chelsea Pašalić gedurende het seizoen 2015/16 aan AS Monaco, de nummer drie van de Ligue 1 in het voorgaande seizoen. Hij maakte op 28 juli in de UEFA Champions League-kwalificatiewedstrijd tegen BSC Young Boys zijn debuut voor AS Monaco en was meteen goed voor een doelpunt, de laatste in een 1-3 overwinning. Hij maakte zijn eerste competitietreffer voor de Koninklijken in de tiende speelronde van de Franse competitie, tegen Olympique Lyonnais. In de 39e minuut kopte Pašalić de 1-0 binnen in het Stade Louis II. Hij miste een groot deel van de tweede seizoenshelft door een rugblessure en kwam daardoor tot 29 wedstrijden, waarin hij goed was voor zeven goals.

### AC Milan
De middenvelder was een half jaar uitgeschakeld met een rugblessure, waardoor hij in de zomer van 2016 de voorbereiding van Chelsea in de Verenigde Staten volledig miste. Vervolgens werd Pašalić voor een jaar verhuurd aan AC Milan. Daar maakte hij op 30 oktober tegen Delfino Pescara 1936 zijn debuut voor de club. Op 4 december scoorde hij tegen FC Crotone zijn eerste doelpunt voor AC Milan. Op 23 december scoorde Pasalic in de Supercoppa tegen Juventus FC de beslissende strafschop, nadat het na 120 minuten 1-1 was geëindigd. Daardoor won Pasalic met Milan de eerste hoofdprijs sinds 2011, vijf jaar geleden. In dat seizoen zou hij 27 wedstrijden spelen voor AC Milan, waarin hij goed was voor vijf goals. 

### Spartak Moskou
In de zomer van 2017 werd Pasalic opnieuw uitgehuurd, ditmaal aan Spartak Moskou, nadat hij zijn contract bij Chelsea met vier jaar had verlengd. Op 6 augustus maakte hij zijn debuut tegen FK Zenit Sint-Petersburg en twee weken later scoorde hij tegen CSKA Moskou zijn eerste doelpunt voor de club. Bij Spartak maakte Pasalic zijn debuut in de Champions League, waarin Spartak derde werd in een poule met Liverpool FC, Sevilla FC en NK Maribor. Hij speelde 32 wedstrijden voor Spartak en was goed voor vijf goals en een assist.

### Atalanta Bergamo
In het seizoen 2018/19 werd hij voor de vijfde keer op een rij aan een andere club uitgeleend, ditmaal aan Atalanta Bergamo. Pasalic maakte op 9 augustus in de UEFA Europa League-kwalificatiewedstrijd tegen Hapoel Haifa zijn debuut voor Atalanta. Hij was meteen goed voor een doelpunt en een assist. In zijn eerste seizoen bij Atalanta werd Pasalic derde en haalde hij de finale van de beker. Hij kwam tot 42 wedstrijden, waarin hij goed was voor acht goals en zes assists, zijn beste seizoen qua cijfers sinds zijn laatste seizoen bij Dinamo Zagreb. Atalanta besloot hem daarom nog een seizoen te huren van Chelsea. Dat seizoen speelde Atalanta voor het eerst CL-voetbal en haalde het meteen de kwartfinale, waarin het werd uitgeschakeld door Paris Saint-Germain FC. Op 2 december 2019 onderhandelde Atalanta de optie om Pasalic voor vijftien miljoen euro definitief over te nemen van Chelsea. Op 14 juli 2020 scoorde Pasalic een hattrick tegen Brescia Calcio, mede waardoor hij zijn seizoenstotaal opschroefde naar twaalf goals en zeven assists, het beste seizoen uit zijn carrière. 
Tussen november 2020 en januari 2021 lag Pasalic er twee maanden uit met een herniablessure. Hij keerde op 31 januari met een doelpunt tegen SS Lazio terug. Drie dagen later speelde hij tegen SSC Napoli in de halve finale van de beker zijn 100'ste wedstrijd voor Atalanta. Op 12 maart scoorde hij twee doelpunten tegen Spezia Calcio 1906. Op 30 november scoorde hij een hattrick tegen Venezia FC in een 4-0 overwinning. Hij eindigde het seizoen 2021/22 met veertien goals en negen assists, waarmee hij zijn beste seizoen van twee jaar geleden overtrof. Op 27 mei 2023 speelde Pasalic zijn 200'ste wedstrijd voor Atalanta Bergamo. Hij scoorde in die wedstrijd tegen Internazionale zijn 45'ste doelpunt voor Atalanta, maar verloor. Op 14 december droeg hij tegen Raków Częstochowa in de Europa League voor het eerst de aanvoerdersband bij Atalanta, bij afwezigheid van captain Marten de Roon. 

## Clubstatistieken
| Seizoen | Club             | Competitie       | Competitie | Competitie | Beker | Beker | Internationaal | Internationaal | Totaal | Totaal |
| Seizoen | Club             | Competitie       | Wed.       | Dlp.       | Wed.  | Dlp.  | Wed.           | Dlp.           | Wed.   | Dlp.   |
| ------- | ---------------- | ---------------- | ---------- | ---------- | ----- | ----- | -------------- | -------------- | ------ | ------ |
| 2012/13 | Dinamo Zagreb    | HNL              | 2          | 0          | 1     | 0     | —              | —              | 3      | 0      |
| 2013/14 | Dinamo Zagreb    | HNL              | 30         | 11         | 3     | 0     | 3              | 0              | 36     | 11     |
| 2014/15 | → Elche CF       | Primera División | 31         | 3          | 4     | 0     | —              | —              | 35     | 3      |
| 2015/16 | → AS Monaco      | Ligue 1          | 16         | 3          | 4     | 2     | 9              | 2              | 29     | 7      |
| 2016/17 | → AC Milan       | Serie A          | 24         | 5          | 3     | 0     | —              | —              | 27     | 5      |
| 2017/18 | → Spartak Moskou | Premjer-Liga     | 21         | 4          | 4     | 1     | 7              | 0              | 32     | 5      |
| 2018/19 | Atalanta Bergamo | Serie A          | 33         | 5          | 5     | 2     | 4              | 1              | 42     | 8      |
| 2019/20 | Atalanta Bergamo | Serie A          | 35         | 9          | 1     | 0     | 9              | 3              | 45     | 12     |
| 2020/21 | Atalanta Bergamo | Serie A          | 25         | 6          | 3     | 0     | 5              | 0              | 33     | 6      |
| 2021/22 | Atalanta Bergamo | Serie A          | 37         | 13         | 2     | 0     | 9              | 1              | 48     | 14     |
| 2022/23 | Atalanta Bergamo | Serie A          | 32         | 5          | 1     | 0     | —              | —              | 33     | 5      |
| 2023/24 | Atalanta Bergamo | Serie A          | 27         | 4          | 3     | 0     | 8              | 1              | 38     | 5      |
| Totaal  | Totaal           | Totaal           | 412        | 18         | 21    | 3     | 78             | 4              | 511    | 25     |

Bijgewerkt t/m 19 april 2024.

## Interlandcarrière
Pašalić was actief voor diverse Kroatische jeugdelftallen. Bondscoach Niko Kovač nam hem op in de Kroatische voorselectie voor het wereldkampioenschap 2014, maar hij viel later af. Na het WK besloot bondscoach Niko Kovač na het vertrek van enkele spelers en de kritiek op de selectie, nieuwe en jonge spelers op te roepen voor de nationale ploeg. Pašalić was een van de nieuwe gezichten die een kans kreeg van Kovač voor de start van de EK-kwalificatie cyclus. Pašalić debuteerde op 4 september 2014, in een oefeninterland tegen Cyprus. Kovač wisselde een half uur voor tijd de nummer tien Luka Modrić voor Pašalić.
Trainer Nenad Gračan riep Pašalić op 29 september 2014 op voor Jong Kroatië voor play-offs tegen Jong Engeland. In de eerste play-off wedstrijd waren de Engelsen te sterk met 2-1. Gračan riep hem in augustus 2015 op voor Jong Kroatië voor de eerste kwalificatiewedstrijden tegen jong Georgië en Jong Estland in september 2015.
Pasalic werd in mei 2015 door de Kroatische bondscoach opgeroepen voor een oefeninterland tegen Gibraltar en een EK-kwalificatiewedstrijd tegen Italië op 7 juni en 12 juni 2015. Twee jaar na zijn debuut werd hij opnieuw opgeroepen voor Kroatië. Hij ging met Kroatië mee naar het Europees kampioenschap voetbal 2020. Hij speelde alle wedstrijd in het wereldkampioenschap voetbal 2022, waarin Kroatië derde werd. Hij speelde op 25 maart 2023 zijn vijftigste interland voor Kroatië, tegen Wales in de EK-kwalificatie (1–1). Pašalić werd op 20 mei 2024 door Zlatko Dalić opgenomen in de Kroatische selectie voor het EK 2024 in Duitsland. Kroatië werd in de groepsfase uitgeschakeld na een nederlaag tegen Spanje (3–0) en gelijke spelen tegen Albanië (2–2) en Italië (1–1). Pašalić kwam in iedere wedstrijd in actie.